# جیوگی

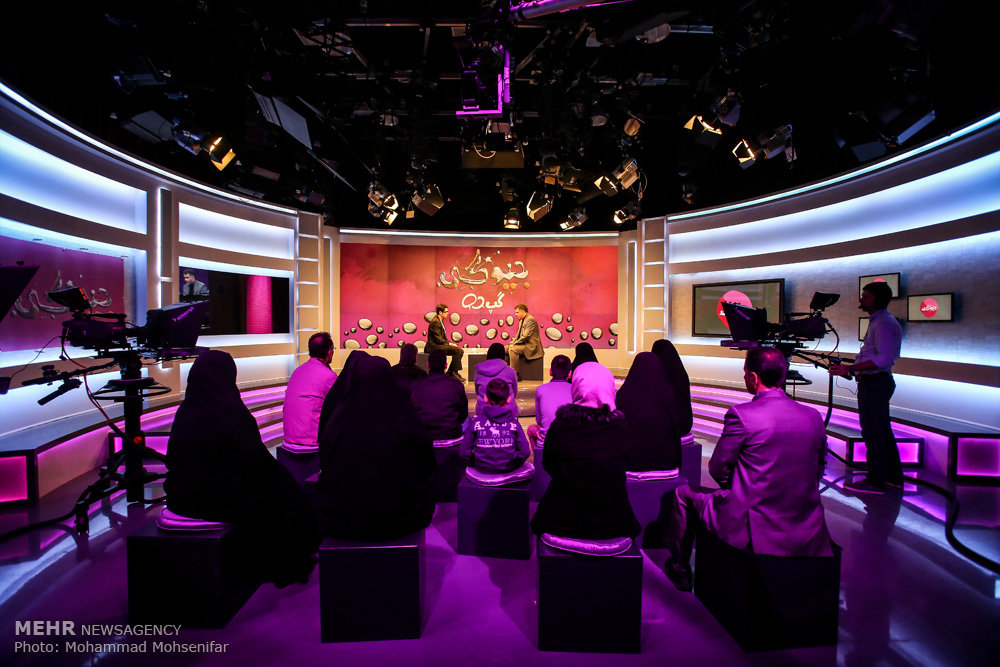
جیوگی ۲

جیوگی یک برنامه تلویزیونی با رویکرد اجتماعی، فرهنگی و سیاسی است که از شبکه دوم صداوسیمای جمهوری اسلامی در دو فصل تولید و پخش شد. فصل اول آن در سال ۱۳۹۴ پخش شد. مهمان‌های سرشناسی از جمله نوام چامسکی و اسلاوی ژیژک برای اولین بار در این برنامه به تلویزیون ایران دعوت شدند.
به گفته سازندگان این برنامه، هدف جیوگی گریز از کلیشه‌های رایج در برنامه‌سازی در تلویزیون ایران و طرح موضوعات و آسیب‌های فرهنگی اجتماعی است. همچنین ترویج اراده‌های خلاق، تکیه بر مسئولیت‌پذیری اجتماعی و افزایش مشارکت مردم در امور فرهنگی-اجتماعی-سیاسی، از جمله اهداف این برنامه تلویزیونی عنوان شده‌است. همچنین مخاطب این برنامه افراد «دیوانه» معرفی شده‌اند. احسان کاوه، قائم‌مقام پرس‌تی‌وی، تهیه‌کننده این برنامه است.
نام جیوگی برگرفته از واژه‌ی جیوه است که به صفت تبدیل شده و به معنی «جیوه‌وار بودن» یا «خاصیت جیوه داشتن» است. جیوه سیال و بدون سکون است. مثل زندگی عشایر که سکون ندارند و همیشه در حرکت هستند و این با شعار اصلی برنامه که همه را به حرکت فرامی‌خواند، همخوان است.
از دیگر خواص جیوه می‌توان به سمی بودن، خوردن طلا، چکش‌ناپذیری و امکان آینه‌شدن اشاره کرد.
طراح این برنامه میلاد دخانچی، برنامه‌ساز ایرانی و دانش‌آموخته‌ دکتری مطالعات فرهنگی در دانشگاه کوئینز کانادا است. جیوگی سومین اثر تلویزیونی بعد از برنامه دلینک (محصول پرس تی وی)، گره (محصول شبکه سوم) و مستندهای بلند او از جمله چند فرهنگی بدون پرده، نیویورک زیرزمینی و رنگین‌کمان ایرانی است. به گفته دخانچی، جیوگی به لحاظ فرمی الهام گرفته شده از برنامه دلینک و تجربه آموزش سینما به عنوان کمک استاد در دانشگاه کویینز است. دخانچی، همچنین مدرس درسی به نام «اسلام، سیاست و توسعه» در دانشگاه کویینز بوده و از او چند مقاله دربارهٔ سینما و سیاست معاصر ایرانی در ژورنال‌های علمی به چاپ رسیده‌است.
این برنامه اولین بار در سال ۱۳۹۴ و در زمان مدیریت محمد سرافراز به عنوان رئیس سازمان صداوسیما، علی اصغر پورمحمدی به عنوان معاونت سیما، محمدرضا جعفری جلوه در نقش رئیس شبکه دو و مریم جلالی مدیر گروه فرهنگ و خانواده شبکه دو تولید و پخش شد. این برنامه در فصل اول و در هفته دوم به مدت یک ماه توقیف و بعد پخش آن مجدد از سر گرفته شد. علت توقیف جیوگی، اظهار نظرهای جنجالی یوسف اباذری، استاد جامعه‌شناسی ایرانی دربارهٔ مرتضی پاشایی، خواننده ایرانی، در این برنامه عنوان شده‌است. این برنامه در طول دو فصل بارها مورد سانسور تلویزیون ایران قرار گرفته‌است.

## معرفی بخش‌های برنامه
این برنامه در فصل دوم با پنج شب با نام‌گذاریهای متفاوت از شنبه تا چهارشنبه تولید و پخش شد:
- شب اول: جیوگی باز: جیوگی باز مقدمه ورود به موضوع هفته پیش رو بود که سعی داشت با لحنی نسبتاً طنز طرح مسئله کند.
- شب دوم: میدان جیوگی: در این برنامه مردم عادی بر اساس درخواست خود در برنامه حضور میابند و دربارهٔ موضوع آن هفته بحث می‌کنند.
- شب سوم: سبک جیوگی: در این شب افرادی که دارای تجربه زیسته در رابطه با موضوع برنامه هستند، در استودیو حضور یافته و روایت خود را بیان می‌کنند.
- شب چهارم: جیوگی گپ: در این شب مجری با یکی از صاحب نظران در این حوزه به گفتگوی چالشی می‌پردازد.
- شب پنجم: جمع جیوگی: در شب پایانی تلاش می‌شود تا آنچه طی هفته گفته شده، جمع‌بندی شود.

فصل اول جیوگی در سه شب متوالی در روزهای شنبه تا دوشنبه پخش شد.
شب اول: گفتگوی حضار
شب دوم: گفتگوی چالشی مجری با میهمان
شب سوم: جمع‌بندی. این بخش رادیکال جیوگی نامگذاری شده بود. در فصل دوم رادیکال جیوگی نام یک آیتم بود که مجری در آن به مرور اخبار هفته می‌پرداخت.

### موضوعات و میهمانها

#### فصل اول
| قسمت | موضوع                        | میهمان اصلی         |
| ---- | ---------------------------- | ------------------- |
| ۱    | اراده‌های اجتماعی و دولت نفتی | رضا امیرخانی        |
| ۲    | نخبگان و فرهنگ عامه          | مسعود فراستی        |
| ۳    | جنگ و صلح                    | پرویز شیخ طادی      |
| ۴    | سکوت و سخن                   | پوران درخشنده       |
| ۵    | مردانگی و زنانگی             | بهروز افخمی         |
| ۶    | سنت و مدرنیته                | محمدحسین پاپلی یزدی |
| ۷    | محرم، نگاه از بیرون          | عبدالعزیز ساشادینا  |
| ۸    | ملی‌گرایی                     | مسعود جعفری جوزانی  |
| ۹    | بی‌تفاوتی اجتماعی             | بیژن عبدالکریمی     |
| ۱۰   | محیط زیست                    | عباس ملکی           |
| ۱۱   | فضای مجازی                   | دانیل لویتین        |
| ۱۲   | تحمل اجتماعی                 | حبیب احمدزاده       |
| ۱۳   | مدرک گرایی                   | سورنا ستاری         |
| ۱۴   | اختلاف طبقاتی                | منوچهر آشتیانی      |
| ۱۵   | مهاجرت                       | شاهین صیادی         |
| ۱۶   | خانواده مدرن                 | روح‌الله حجازی       |
| ۱۷   | جراحی زیبایی                 | مهرداد اسکویی       |
| ۱۸   | دولت نفتی، دولت مردمی        | نوام چامسکی         |

#### فصل دوم
| قسمت | موضوع             | میهمان الگو     | میهمان جیوگی گپ   |
| ---- | ----------------- | --------------- | ----------------- |
| ۱    | نسل               | مجید عزیزی      | رسول صدر عاملی    |
| ۲    | بومی و جهانی      | نیما کیوانی     | سید مجید حسینی    |
| ۳    | شفافیت            | مهدی ثنایی      | سعید زیباکلام     |
| ۴    | حضور اجتماعی زنان | سارا عرفانی     | فریبا علاسوند     |
| ۵    | بحران محیط زیست   | کمیل سوهانی     | محمد فاضلی        |
| ۶    | بحران             | عابدین مهدوی    | اسلاوی ژیژک       |
| ۷    | تاریخ             | محسن صفایی فرد  | بهروز قمری تبریزی |
| ۸    | مجاز              | سیدمهدی دبستانی | امیر سپنجی        |
| ۹    | مهارت             | محمد آزین       | خسرو باقری        |
| ۱۰   | تفاوت             | مهدی طوسی       | ناصر فکوهی        |

## واکنش‌ها
نوآم چامسکی با حضور ویدئویی در این برنامه، برای اولین بار دعوت یک برنامه ساز تلویزیون دولتی ایران را برای شرکت در یک گفتگوی ۳۰ دقیقه‌ای قبول کرد. چامسکی علت قبول دعوت این برنامه را «ضد استعماری بودن برنامه جیوگی و طرح مواضع ادوارد سعید و فرانتس فانون و تلاش صادقانه این برنامه برای ایجاد گفتگو بین قشرها مختلف مردم ایران عنوان کرده بود.»
یکی دیگر از مهمانان جیوگی مسعود فراستی بود که دربارهٔ جیوگی می‌گوید:
«جیوگی شروع خوبی داشته ولی باید بحثهای نظری که در زیر پوست جامعه هستند در این برنامه طرح شوند و تلویزیون نیز باید این مسئله را بپذیرد. میلاد دخانچی سواد اجتماعی خوبی دارد و دیالوگ را می‌فهمد و روحیه تغییر و سر نترسی دارد. جیوگی برنامه خوبی خواهد بود اگر با عجله ساخته نشود و چیزی از بیرون به آن تحمیل نشود… باید فضایی تولید شود که فضای دیالوگ و نقد وجود داشته باشد. نقد سازنده نداریم. نقد باید مخرب باشد و تمام اندیشه‌های منجمد را تخریب کند. اندیشه تمام کسانی را که وضع موجود خود و اطرافیان خود را می‌پذیرند.»
هم چنین از نظر فراستی، جیوگی با آدم های جامعه‌اش مماس است.
هیچ کیدز هم در پرونده‌ای برای رمزگشایی از چرایی ساخت جیوگی دست به تحلیل می‌زند: «جیوگی یک برنامه ساختارشکن است که دست بازی در طرح مسائل دارد و گفتار برنامه ظاهراً یک گفتار چپ است. در این برنامه به فراوانی از تعابیر و اصطلاحات چپ استفاده می‌شود. بی‌دلیل نیست که نوام چامسکی دلیل حضور در برنامه را ضد استعماری بودن آن و طرح صادقانه افکار ادوارد سعید و فرانس فانون دانسته بود.
در مجموع جیوگی جزئی از یک کلان پروژه رسانه‌ای حکومتی به خصوص در دولت اعتدال است که دو بال دارد. یک بال برای به ابتذال کشیدن ادبیات و تفکر چپ که جیوگی و امثال آن را شامل می‌شود و یک بال برای تبلیغ منطق سرمایه که امثال تی وی پلاس داعیه دار آن هستند. نتیجه این پیوند بین رسانه و قدرت حرکت جامعه به سمت مصرفی شدن است؛ و این درست خلاف همان چیزی است که جیوگی ادعای آن را دارد.»
یک منتقد دیگر معتقد است که جیوگی یک برنامه دارای محتوای تألیفی ـ ژورنالیستی، خط شکن و دارای ایستادگی منطقی بر اصول است. این برنامه بحث بومی‌سازی علوم انسانی را با زبانی جذاب و تأثیرگذار دنبال کرد و از ظرفیت نظریه پردازان جهانی استفاده کرد. البته این برنامه نقاط ضعفی هم دارد: از جمله هماهنگ نبودن فرم و محتوا به خصوص در کارهای گرافیکی و دکور و هماهنگ نبودن ظاهر و سخن مجری باهم که باعث می‌شود مجری از خود واقعی‌اش دور شود و مخاطب او را نپذیرد.

## عوامل

### فصل اول
فصل اول جیوگی به تهیه‌کنندگی مهدی بهادران و با اجرا و ایده پردازی میلاد دخانچی ساخته شد. سایر عوامل فصل اول برنامه به شرح زیر هستند:
- تدوین: سعید ابراهیمی
- کارگردان: یوسف بچاری
- طراحی صحنه و گرافیک و لوگو: سلمان یافت آبادی
- تیتراژ و میان پرده: سحر ربیعی
- گروه تولید: مهسا دزواره‌ای، سعید صراف
- گروه مشاور: امیررضا مافی، میثم مهدیار، زینب محبوبی، مهدی امیدی
- گروه تحقیق: فائزه جمشیدی، فاطمه ابوترابی، مریم رحمانی،
- تصویرساز: سارا کاوه
- عکاس: لیلا اکبری

### فصل دوم
فصل دوم به تهیه‌کنندگی احسان کاوه، و اجرا و سردبیری میلاد دخانچی تهیه می‌شود.
سایر عوامل فصل دوم به شرح زیر هستند:
- مدیر پروژه: سید مجتبی حسینی (نویسنده)
- کارگردان هنری: سعید ابراهیمی، وحید فراهانی
- لوگو: سلمان یافت آبادی
- مشاور سردبیر: امیررضا مافی
- کارگردان تلویزیونی: محبوب مهدوی
- مدیر برنامه‌ریزی: زینب محبوبی
- روابط‌عمومی: فاطمه سادات ابوترابی
- امور داخلی: زکیه سادات موسوی
- عکاس: لیلی اکبری
- محقق: مریم اوجاری
- تیم تحقیق: فائزه جمشیدی، فتانه ارجمند، زینب افراخته
- نویسنده حوزه تاریخ: مجید فضائلی
- مترجم: نازنین احسانی طباطبایی
- دستیار سردبیر: شایان محمدی
- هماهنگی مهمانان: فاطمه جویکار
- دستیاران تولید: احمد ابراهیمی، سجاد محقق